# Alpinia conchigera
Alpinia conchigera es una especie de planta fanerógama del género Alpinia en la familia Zingiberaceae. Es originaria de Malasia.

## Propiedades
Cardamomina es una chalcona aislada de  A. conchigera.

## Taxonomía
Alpinia conchigera fue descrita por William Griffith (botánico) y publicado en Notulae ad Plantas Asiaticas 3: 424, pl. 354. 1851.
Sinonimia
- Alpinia humilis Teijsm. & Binn.
- Alpinia laosensis Gagnep.
- Alpinia sumatrana (Miq.) K.Schum.
- Languas conchigera (Griff.) Burkill
- Languas sumatrana (Miq.) Merr.
- Strobidia conchigera (Griff.) Kuntze
- Strobidia oligosperma Kuntze
- Strobidia sumatrana Miq.[4]